# Fuchsia denticulata
Fuchsia denticulata är en dunörtsväxtart som beskrevs av Hipólito Ruiz López och Pav.. Fuchsia denticulata ingår i släktet fuchsior, och familjen dunörtsväxter. Inga underarter finns listade i Catalogue of Life.

## Bildgalleri

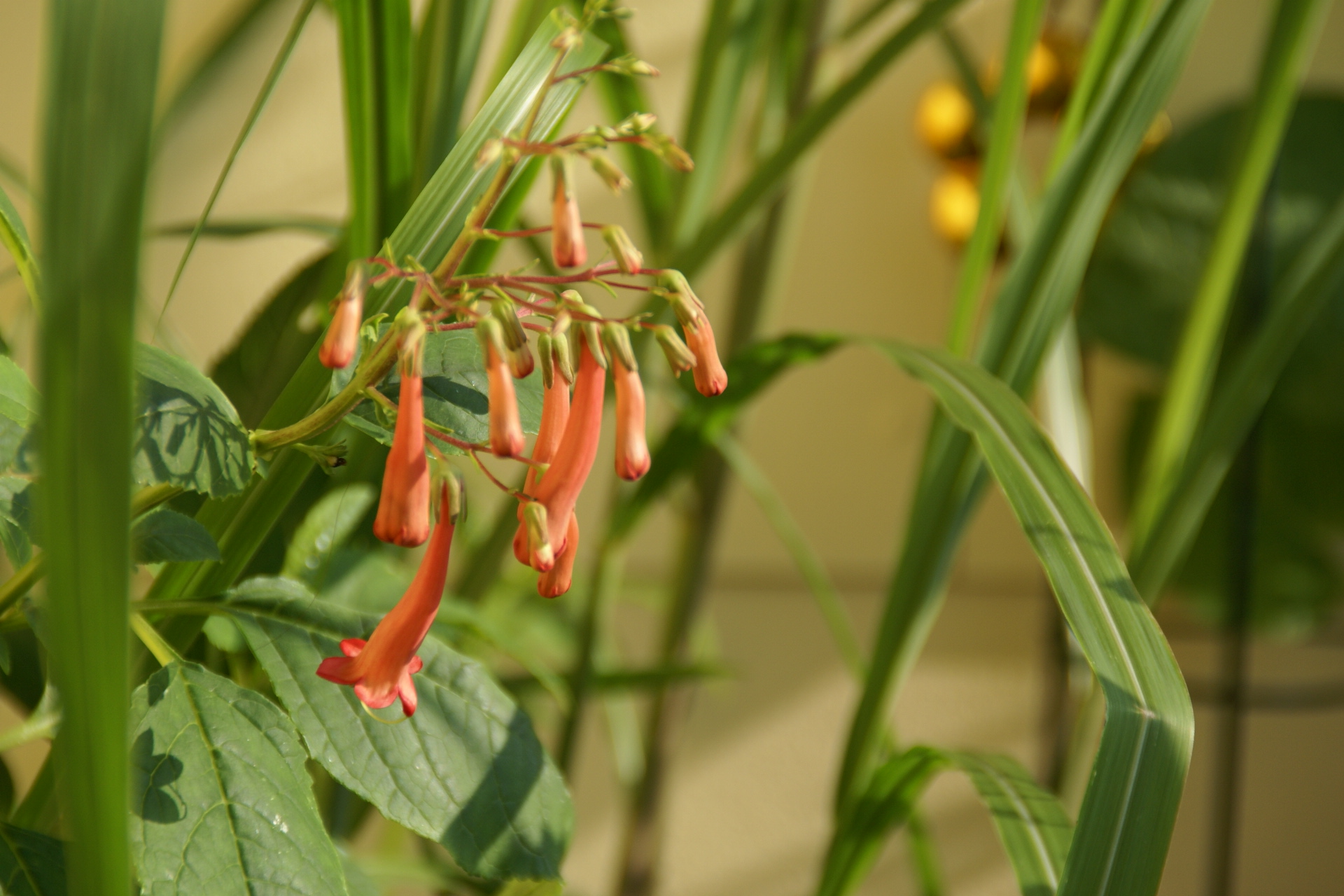
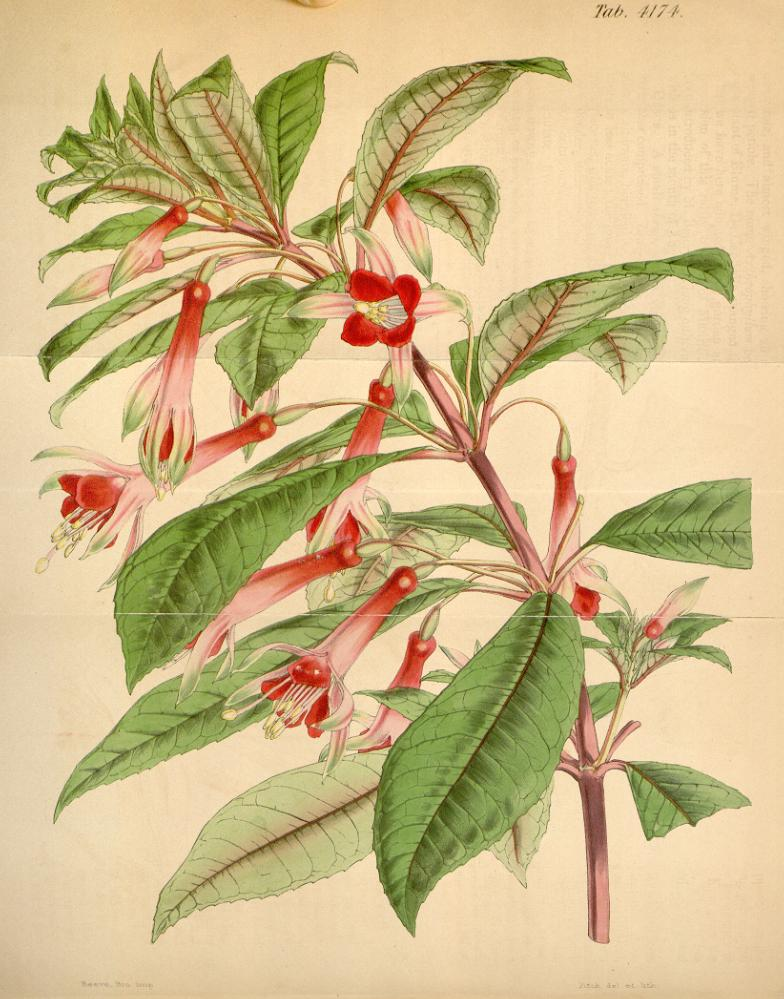
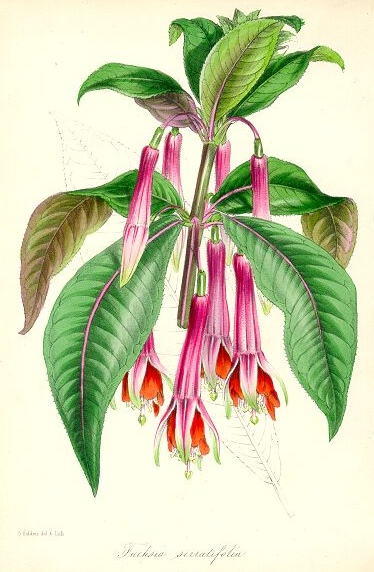
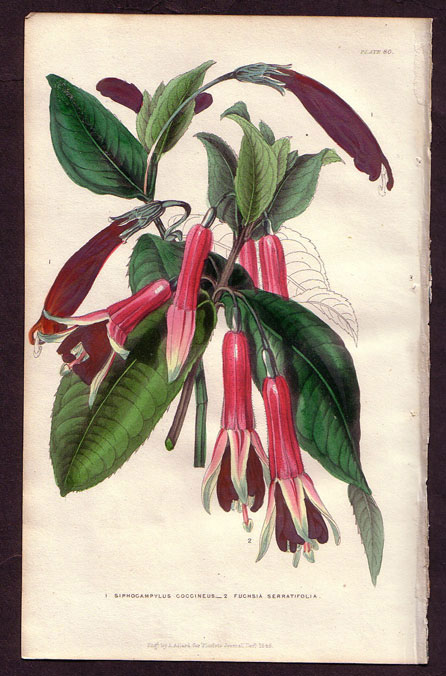
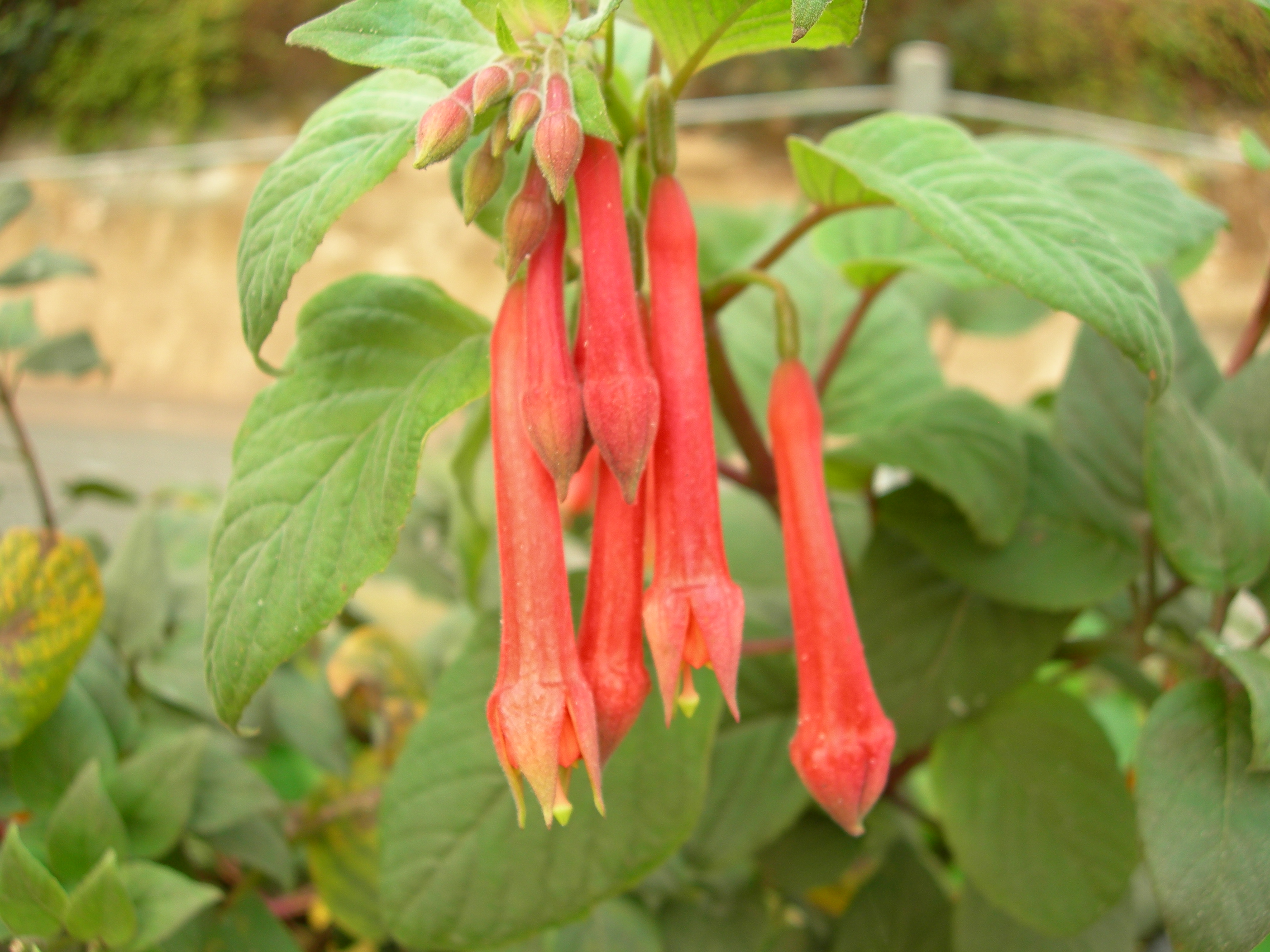